# ليك ليندن (ميشيغان)
ليك ليندن (بالإنجليزية: Lake Linden, Michigan)‏ هي منطقة سكنية تقع في الولايات المتحدة في مقاطعة هوتون (ميشيغان). يقدر عدد سكانها بـ 1,007 نسمة ومساحتها 2.31 كم2 وترتفع عن سطح البحر 189 متر.

## التركيبة السكانية
قام مكتب تعداد الولايات المتحدة بتحديد بيانات التركيبة السكانية لليك ليندن في تعداد الولايات المتحدة. في ما يلي، التركيبة السكانية حسب تعدادي 2000 و2010.

### تعداد عام 2000
بلغ عدد سكان ليك ليندن 1,081 نسمة بحسب تعداد عام 2000، وبلغ عدد الأسر 485 أسرة وعدد العائلات 307 عائلة مقيمة في القرية.
وتوزع التركيب العرقي للقرية بنسبة 97.41% من البيض و 0.65% من الأمريكيين الأصليين و 0.46% من الأمريكيين ذوي الأصول الآسيوية و 0.09% من الأمريكيين الأفارقة و 1.20% من عرقين مختلطين أو أكثر.
بلغ عدد الأسر 485 أسرة كانت نسبة 26.4% منها لديها أطفال تحت سن الثامنة عشر تعيش معهم، وبلغت نسبة الأزواج القاطنين مع بعضهم البعض 48.9% من أصل المجموع الكلي للأسر، ونسبة 11.5% من الأسر كان لديها معيلات من الإناث دون وجود شريك، وكانت نسبة 36.7% من غير العائلات. تألفت نسبة 34.0% من أصل جميع الأسر من أفراد ونسبة 19.0% كانوا يعيش معهم شخص وحيد يبلغ من العمر 65 عاماً فما فوق. وبلغ متوسط حجم الأسرة المعيشية 2.84، أما متوسط حجم العائلات فبلغ 2.23.
بلغ العمر الوسطي للسكان 42 عاماً. وكانت نسبة 23.6% من القاطنين تحت سن الثامنة عشر، وكانت نسبة 6.5% بين الثامنة عشر والأربعة وعشرون عاماً، ونسبة 23.8% كانت واقعةً في الفئة العمرية ما بين الخامسة والعشرون حتى والأربعة وأربعون عاماً، ونسبة 24.9% كانت ما بين الخامسة والأربعون حتى الرابعة والستون، ونسبة 21.3% كانت ضمن فئة الخامسة والستون عاماً فما فوق. يوجد لكل 100 أنثى 92.3 ذكر، ويوجد لكل 100 أنثى في الثامنة عشر من عمرها فما فوق 84.4 ذكر.
بلغ متوسط دخل الأسرة في القرية 24,234 دولار، أما متوسط دخل العائلة فبلغ 30,000 دولار. وكان متوسط دخل الذكور 29,327 دولار مقابل 18,654 دولار للإناث. وسجل دخل الفرد الخاص بالقرية 14,189 دولار. وكانت نسبة 16.6% من العائلات ونسبة 17.8% من السكان تحت خط الفقر، وكان من هؤلاء نسبة 20.1% تحت سن الثامنة عشر ونسبة 20.1% في الخامسة والستين من العمر وما فوق.

## معرض صور

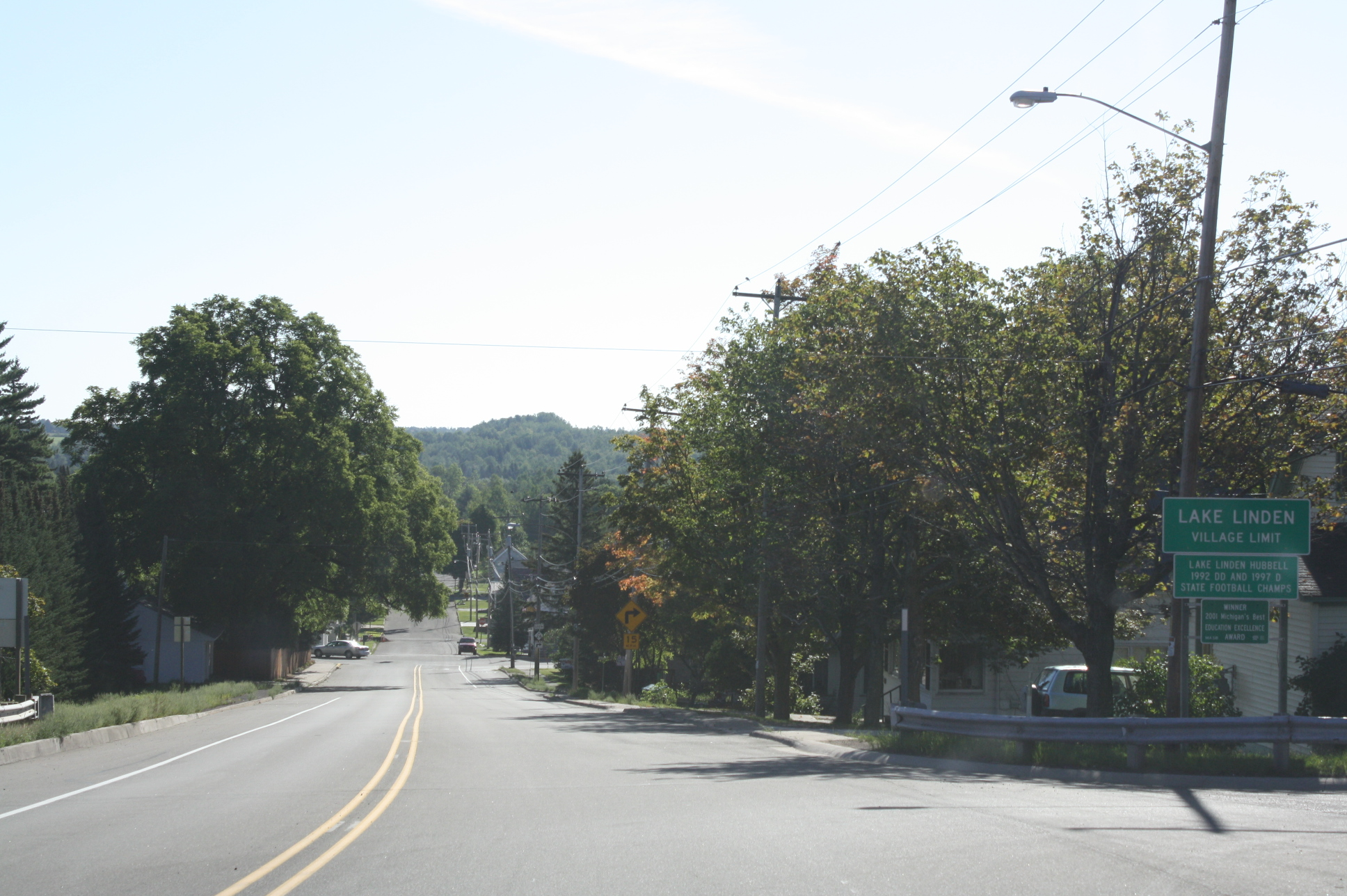
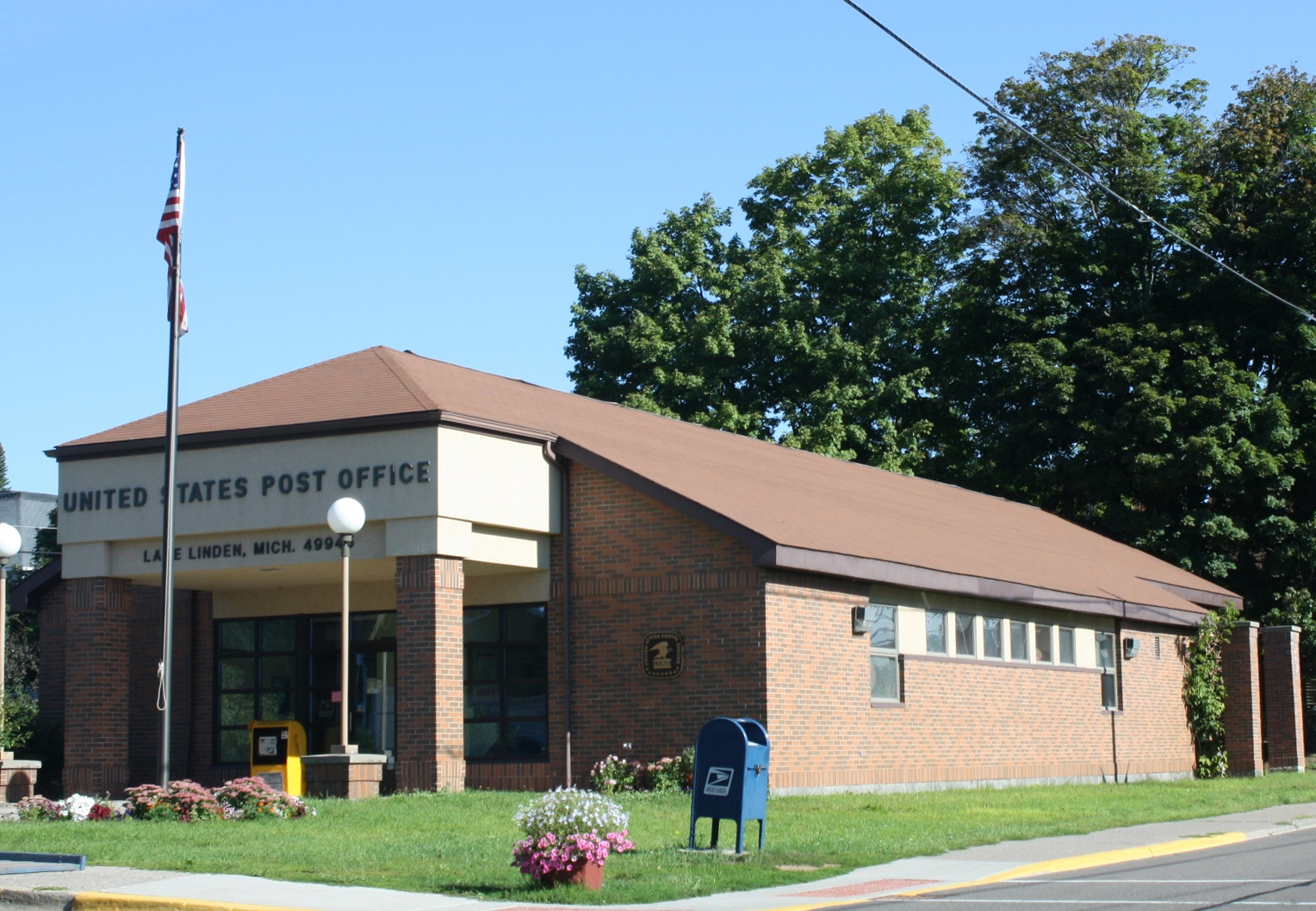
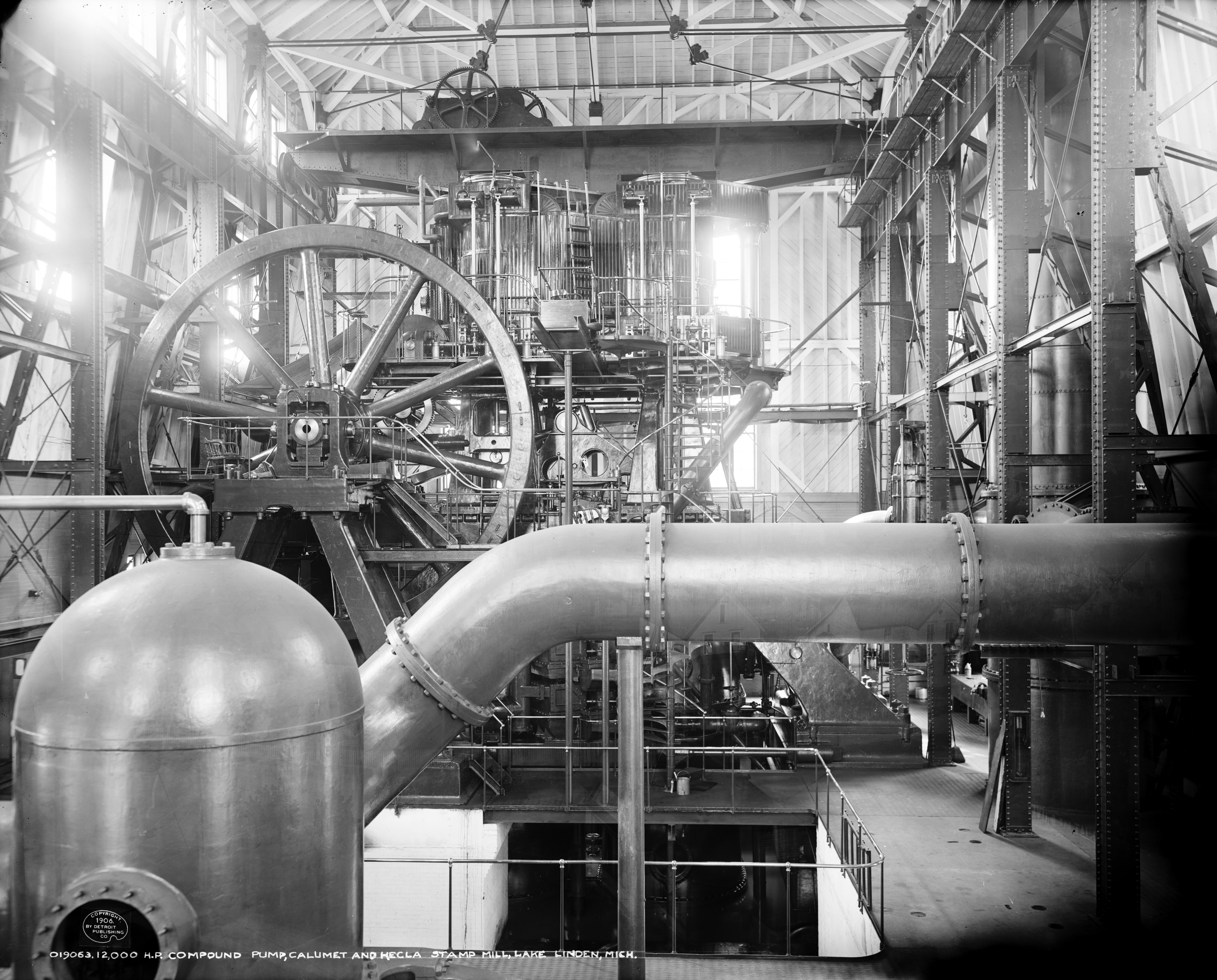

### تعداد عام 2010
بلغ عدد سكان ليك ليندن 1,007 نسمة بحسب تعداد عام 2010، وبلغ عدد الأسر 481 أسرة وعدد العائلات 263 عائلة مقيمة في القرية. في حين سجلت الكثافة السكانية 1,307.8 نسمة لكل ميل مربع (504.9/كم2). وبلغ عدد الوحدات السكنية 568 وحدة بمتوسط كثافة قدره 737.7 لكل ميل مربع (284.8/كم2).
وتوزع التركيب العرقي للقرية بنسبة 97.4% من البيض و 0.7% من الأمريكيين الأصليين و 0.2% من الأمريكيين ذوي الأصول الآسيوية و 1.5% من عرقين مختلطين أو أكثر.
بلغ عدد الأسر 481 أسرة كانت نسبة 24.5% منها لديها أطفال تحت سن الثامنة عشر تعيش معهم، وبلغت نسبة الأزواج القاطنين مع بعضهم البعض 36.8% من أصل المجموع الكلي للأسر، ونسبة 13.3% من الأسر كان لديها معيلات من الإناث دون وجود شريك، بينما كانت نسبة 4.6% من الأسر لديها معيلون من الذكور دون وجود شريكة وكانت نسبة 45.3% من غير العائلات. تألفت نسبة 41.2% من أصل جميع الأسر من أفراد ونسبة 20.8% كانوا يعيش معهم شخص وحيد يبلغ من العمر 65 عاماً فما فوق. وبلغ متوسط حجم الأسرة المعيشية 2.78، أما متوسط حجم العائلات فبلغ 2.07.
بلغ العمر الوسطي للسكان 44.1 عاماً. وكانت نسبة 21.4% من القاطنين تحت سن الثامنة عشر، وكانت نسبة 7.4% بين الثامنة عشر والأربعة وعشرون عاماً، ونسبة 22.8% كانت واقعةً في الفئة العمرية ما بين الخامسة والعشرون حتى والأربعة وأربعون عاماً، ونسبة 25.4% كانت ما بين الخامسة والأربعون حتى الرابعة والستون، ونسبة 23.4% كانت ضمن فئة الخامسة والستون عاماً فما فوق. وتوزع التركيب الجنسي للسكان بنسبة 51.0% ذكور و49.0% إناث.